# VII arrondissement di Parigi
Il VII arrondissement di Parigi si trova nella parte ovest del centro della città, sulla rive gauche. La zona, sede di numerose ambasciate, era ed è tuttora abitata da una gran numero di famiglie dell'aristocrazia francese.
L'arrondissement è il risultato dell'espansione della città all'inizio del XIX secolo. Confina a sud col XV  arrondissement, a nord con la Senna e il XVI, VIII e I  arrondissement e ad est col VI  arrondissement.

## Dati
| Anno                        | Abitanti | Densità di popolazione (ab./km2) |
| --------------------------- | -------- | -------------------------------- |
| 1926 (picco di popolazione) | 110 684  | 27 075                           |
| 1962                        | 99 584   | 24 360                           |
| 1968                        | 87 811   | 21 480                           |
| 1975                        | 74 250   | 18 163                           |
| 1982                        | 67 461   | 16 502                           |
| 1990                        | 62 939   | 15 396                           |
| 1999                        | 56 985   | 13 940                           |
| 2006                        | 56 612   | 13 842                           |

## Luoghi d'interesse
- Tour Eiffel
- Parco dello Champ de Mars
- Hôtel des Invalides
- Assemblea nazionale
- Chiesa di Saint-François-Xavier
- Hôtel de Matignon
- Ministero degli affari esteri
- Ministero della difesa
- Ministero dell'educazione nazionale e della gioventù
- Ministero del lavoro
- Ministero della transizione ecologica e della coesione territoriale
- Ministero dell'agricoltura
- Segretariato di Stato alla sanità
- Segretariato di Stato all'Oltremare francese
- Istituto nazionale di studi politici di Parigi (Sciences Po)
- Museo d'Orsay
- Musée du quai Branly arti e civiltà di Africa, Asia, Oceania e Americhe
- Musée Rodin di Parigi, all'Hôtel de Biron
- Sede del Partito socialista
- Lycée Victor-Duruy
- Square Boucicaut
- Square d'Ajaccio, boulevard des Invalides, presso l'Hôtel des Invalides
- Maison de verre
- Hôtel de Boisgelin, sede dell'ambasciata italiana
- Institut National des Langues et Civilisations Orientales
- Cappella della Medaglia miracolosa, in Rue du Bac 140.

## Strade principali

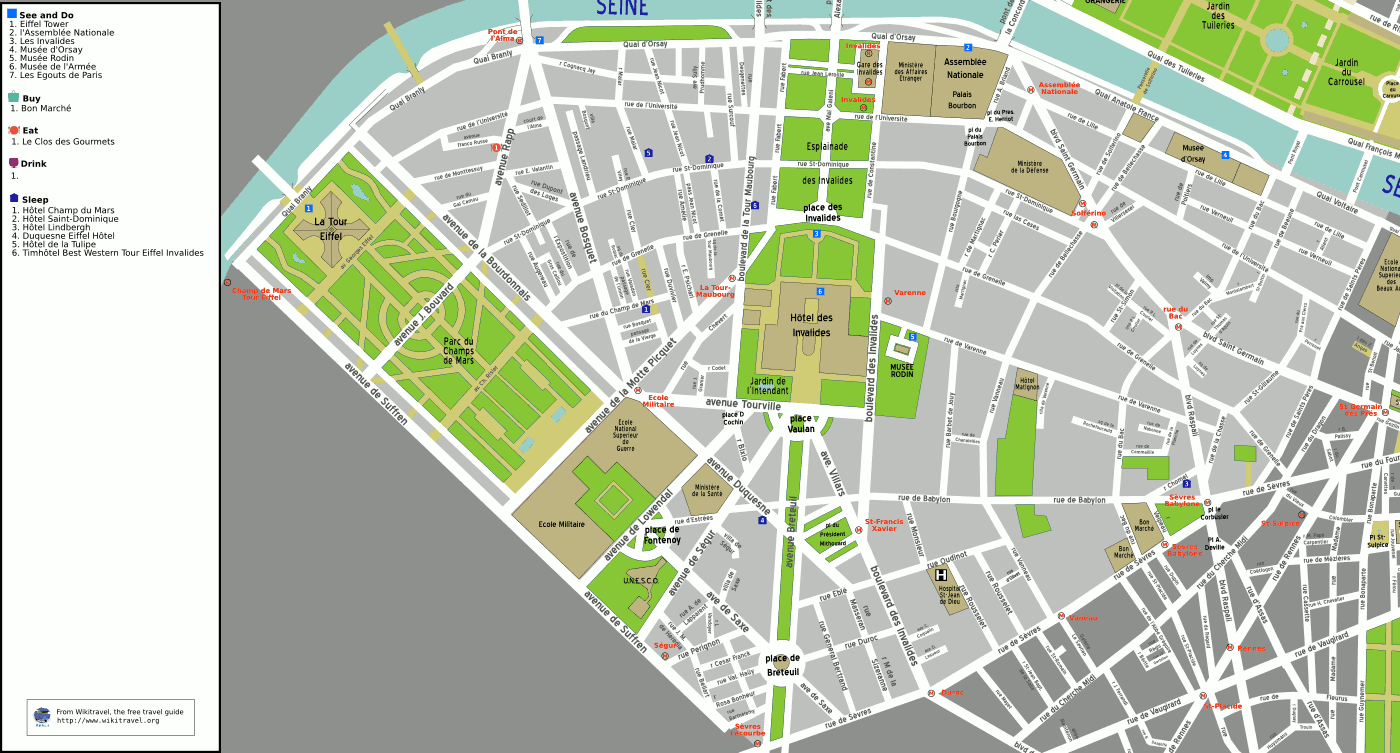
Mappa dell'arrondissement

- Rue du Bac

- Avenue Bosquet
- Avenue de Breteuil
- Avenue de Villars
- Rue de Grenelle
- Rue Sédillot
- Boulevard des Invalides
- Boulevard Raspail
- Boulevard Saint-Germain
- Rue Saint-Dominique
- Boulevard Saint-Germain
- Rue de l'Université
- Rue de Varenne

## Quartieri
- Quartier Saint-Thomas-d'Aquin
- Quartier des Invalides
- Quartier de l'École-Militaire
- Quartier du Gros-Caillou